# Jefferson Viveros
Jefferson Viveros (Jamundí, Valle del Cauca, Colombia, 21 de diciembre de 1988) y es un futbolista colombiano. Juega como delantero centro y su equipo actual es Destroyer de la Liga de Ascenso de El Salvador.

## Trayectoria
Empezó jugando en el Club Depor Jamundí (hoy Depor Aguablanca), equipo de la Segunda División de Colombia. Luego pasaría a Río Abajo Fútbol Club, equipo de Segunda División Panamá. En el año 2008 obtuvo su primer título en el país. Después de estar en Río Abajo recalaría en San Francisco Fútbol Club, de la Primera División de Panamá. En este club el año 2009 lograría su segundo título. Ya en 2010 fue contratado por Barranquilla FC.
Luego de su gran paso por Municipal Limeño donde anotó 13 goles, tuvo la oportunidad de fichar por FAS de El Salvador, sin embargo, prefirió la propuesta que le hizo Comerciantes Unidos de Perú. Jugó la Copa Sudamericana 2017.
Jugó la Copa Bicentenario con Los Caimanes, logró anotarle a la Universidad San Martín y Piratas FC.

## Clubes
| Club                   | País                | Año                 | Partidos | Goles |
| ---------------------- | ------------------- | ------------------- | -------- | ----- |
| Depor Jamundi          | Colombia            | 2005                | 14       | 0     |
| Río Abajo FC           | Panamá              | 2006-2007           | -        | -     |
| San Francisco FC       | Panamá              | 2008-2009           | -        | -     |
| Barranquilla FC        | Colombia            | 2010                | 14       | 0     |
| Palestino              | Chile               | 2011 - 2012         | 13       | 3     |
| San Antonio Unido      | Chile               | 2013                | 7        | 1     |
| FAS                    | El Salvador         | 2013                | 18       | 10    |
| Fortaleza FC           | Colombia            | 2014                | 5        | 1     |
| Uniautónoma FC         | Colombia            | 2014 - 2015         | 11       | 5     |
| Juventud Independiente | El Salvador         | 2015                | 18       | 6     |
| Municipal Limeño       | El Salvador         | 2016                | 24       | 13    |
| Comerciantes Unidos    | Perú                | 2017                | 12       | 3     |
| Dragón                 | El Salvador         | 2017                | 14       | 4     |
| Isidro Metapán         | El Salvador         | 2018                | 16       | 6     |
| Los Caimanes           | Perú                | 2019                | 5        | 3     |
| Real Sociedad          | Honduras            | 2019 -              | 1        | 0     |
| Destroyer              | El Salvador         | 2021 -              | 15       | 10    |
| Total en su carrera    | Total en su carrera | Total en su carrera | 151      | 65    |

### Hat-tricks
| 1 | 6 de noviembre de 2016 | Estadio Ramón Flores Berríos, Santa Rosa | Municipal Limeño - Pasaquina FC |  | 3 - 1 | Torneo Apertura |